# Verwaltungsgemeinschaft Bördeblick

Wappen der VG Bördeblick

Die Verwaltungsgemeinschaft Bördeblick war eine Verwaltungsgemeinschaft im Landkreis Aschersleben-Staßfurt in Sachsen-Anhalt und hatte ihren Sitz in Hecklingen.

## Mitgliedsgemeinden mit ihren Ortsteilen
- Cochstedt
- Hecklingen
- Groß Börnecke
- Schneidlingen
- Winningen

## Geschichte
Die Verwaltungsgemeinschaft Bördeblick wurde 1994 durch den freiwilligen Zusammenschluss von fünf Gemeinden gegründet. Sie wurde zum 1. März 2004 aufgelöst und die Gemeinden schlossen sich zur neuen Einheitsgemeinde „Stadt Hecklingen“ zusammen. Nur die Gemeinde Winningen wollte nicht der neu gegründeten Einheitsgemeinde beitreten und hat sich stattdessen dafür entschieden, sich zur Stadt Aschersleben eingemeinden zu lassen.

## Politik

### Wappen
Blasonierung: „In Grün fünf goldene Ähren über goldenem Dreiberg.“
Das Wappen wurde 1998 vom Magdeburger Kommunalheraldiker Jörg Mantzsch gestaltet und ins Genehmigungsverfahren geführt.